# Ornamento e delitto (film)
Ornamento e delitto è un documentario del 1973 diretto da Luigi Durissi.
Film realizzato in formato 16 mm con soggetto e sceneggiatura degli architetti Aldo Rossi, Gianni Braghieri e Franco Raggi. 
Il titolo è una citazione dell'omonimo saggio scritto nel 1908 da Adolf Loos.
Fu realizzato nel contesto della XV Triennale di Milano nel 1973. Insieme al catalogo della "Sezione internazionale di architettura", il film contiene l'enunciazione teorica del progetto della mostra, della quale è curatore l'autore.